# Canal 2 (Posadas)
El Canal 2 de Posadas, es una estación de televisión abierta argentina afiliado a Telefe que transmite desde la ciudad de Posadas. La emisora se llega a ver en gran parte de la Provincia de Misiones a través de estaciones repetidoras. Es operado por La Verdad SRL.

## Historia
Canal 2 inició sus transmisiones regulares el 1 de enero de 2007.
Anteriormente, la señal retransmitía parte de la programación de la Televisión Pública, Canal Encuentro y TeleSur.
El 1° de diciembre de 2011, Canal 2 comenzó a emitir de forma exclusiva la programación de Telefe.
En 2019, fue subido al ARSAT-2 no solamente con el objetivo de cubrir toda su cobertura en la Provincia de Misiones, sino también para que se vea a través de la Televisión digital terrestre en Argentina.
En mediados de 2022, Canal 2 comenzó a emitir programación en HD.
El 5 de julio de 2023, el Ente Nacional de Comunicaciones, mediante la Resolución 1021, le asignó a Canal 2 el Canal 35.1 para emitir de forma regular (en formato HD) en la Televisión Digital Terrestre.
Desde 2024, Canal 2 está disponible en la TDA a través de los canales 19.1 (Oberá y Puerto Iguazú) y 32.1 (Eldorado).

## Programación
Actualmente, parte de la programación del canal consiste en retransmitir parte de los contenidos del Canal 11 de Buenos Aires (cabecera de la cadena Telefe, que representa comercialmente al canal).
La señal también posee programación local, entre los que se destacan NC2 Noticias de la calle (que es el servicio informativo del canal), La tele con vos (magazine matutino) y La ofrenda (programa musical).

## NC2 Noticias de la calle
Es el servicio informativo del canal con principal enfoque a la Provincia de Misiones. Actualmente, posee dos ediciones que se emiten de lunes a viernes (a las 13:00 y a las 20:00).

## Repetidoras
Canal 2 cuenta con 11 repetidoras en la Provincia de Misiones.
| Provincia de Misiones | Provincia de Misiones            |
| --------------------- | -------------------------------- |
| Canal                 | Localización de la repetidora    |
| 32                    | Andresito                        |
| 40                    | Apóstoles                        |
| 34                    | Bernardo de Irigoyen             |
| 3                     | Campo Grande/Jardín América      |
| 32                    | Dos de Mayo                      |
| 6                     | Eldorado                         |
| 36                    | Leandro N. Alem                  |
| 19                    | Oberá                            |
| 19                    | Puerto Iguazú                    |
| 41                    | San Francisco de Asís/Santa Rita |
| 21                    | San Pedro                        |